# Inmigración siria en Suecia
La inmigración siria en Suecia se refiere al asentamiento de ciudadanos de la República Árabe Siria en territorio perteneciente al Reino de Suecia, así como a residentes de este país que son de ascendencia siria. En 2019, había 191.530 residentes de Suecia nacidos en Siria y 50.620 nacidos en Suecia con al menos un padre nacido en Siria. Suecia es el segundo país que acoge el mayor número de refugiados sirios fuera de Oriente Medio, tan sólo después de Alemania.

## Demografía

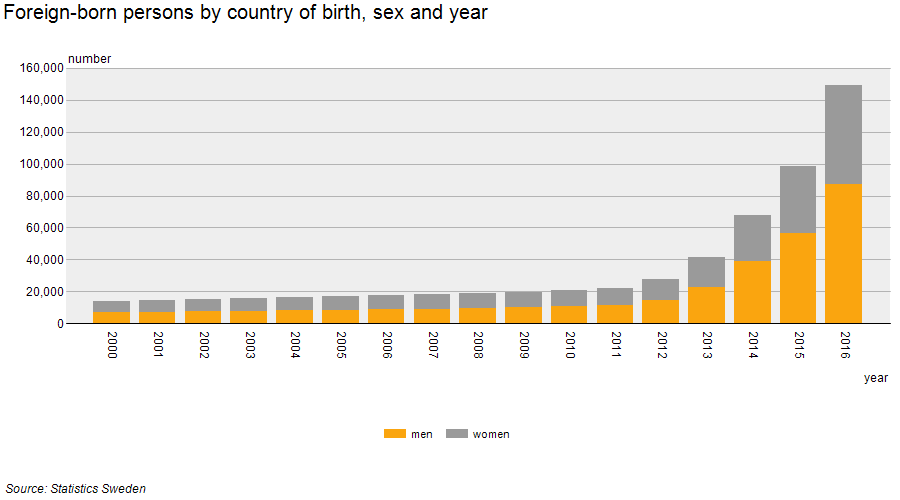
Personas nacidas en Siria residentes en Suecia por sexo, 2000-2016 (Estadísticas de Suecia).

La mayoría de los sirios que residen en Suecia llegaron como solicitantes de asilo después del estallido de la guerra civil siria, que comenzó en 2011. Según Estadísticas de Suecia, en 2016 había 116.384 ciudadanos de Siria (70.060 hombres y 46.324 mujeres) residiendo en Suecia. Se estima que en Södertälje viven unos 18.000 de estos últimos inmigrantes. En 2016, 5.459 ciudadanos sirios (2.803 hombres y 2.656 mujeres) residentes en Suecia estaban registrados como solicitantes de asilo. En 2016 se registraron 39 emigraciones de Suecia a Siria.

## Educación
En 2010, 18.292 estudiantes cuya lengua materna es el árabe participaron en el programa estatal de enseñanza del idioma sueco para inmigrantes adultos. De estos alumnos, 3.884 tenían entre 0 y 6 años de educación en su país de origen (Antal utbildningsår i hemlandet), 3.383 tenían entre 7 y 9 años de educación en su país de origen y 11.025 tenían 10 años de educación o más en su país de origen. En 2012, estaban matriculados en el programa de idiomas 18.886 alumnos cuya lengua materna es el árabe, 3.257 de ellos nacidos en Siria.
Para 2016, según Estadísticas de Suecia, el 35 % de las personas nacidas en Siria de entre 25 y 64 años tenían un nivel educativo de primaria o secundaria, el 22 % tenían bachillerato, 21 % un grado formativo superior, 15 % estudios superiores y un 6 % tenían un nivel de estudios desconocido.

## Empleo
Según la Oficina Nacional de Estadística de Suecia, en 2014 la tasa de empleo entre los inmigrantes nacidos en Siria era de aproximadamente el 32 %.
Según el Instituto de Economía Laboral, en 2014 la tasa de empleo de las personas nacidas en Siria que residen en Suecia es de aproximadamente el 28 %. Además, tienen una tasa de desempleo cercana al 14 %.